# Tadeusz Eysymontt
Tadeusz Eysymontt – polski lekkoatleta, specjalizujący się w biegach długodystansowych.

## Osiągnięcia
- Mistrzostwa Polski seniorów w lekkoatletyce (2 medale)[1]
  - Lwów 1921 – brązowy medal w biegu na 5000 m
  - Warszawa 1923 – brązowy medal w biegu na 10 000 m